# Scotiophyes
Scotiophyes is een geslacht van vlinders van de familie bladrollers (Tortricidae), uit de onderfamilie Tortricinae.

## Soorten
- S. faeculosa (Meyrick, 1928)
- S. hemiptycta Diakonoff, 1983
- S. nebrias Diakonoff, 1984